# Bronkhorstspruit
Bronkhorstspruit est une petite ville agricole d'Afrique du Sud, située à 50 km à l'est de Pretoria dans la province du Gauteng.
Limitrophe du Mpumalanga, elle est située près de l'autoroute N4 reliant la capitale sud-africaine à Witbank. Selon le recensement de 2011, Bronkhorstspruit compte 12 470 habitants (dont 49,76% de noirs et 44,75% de blancs).

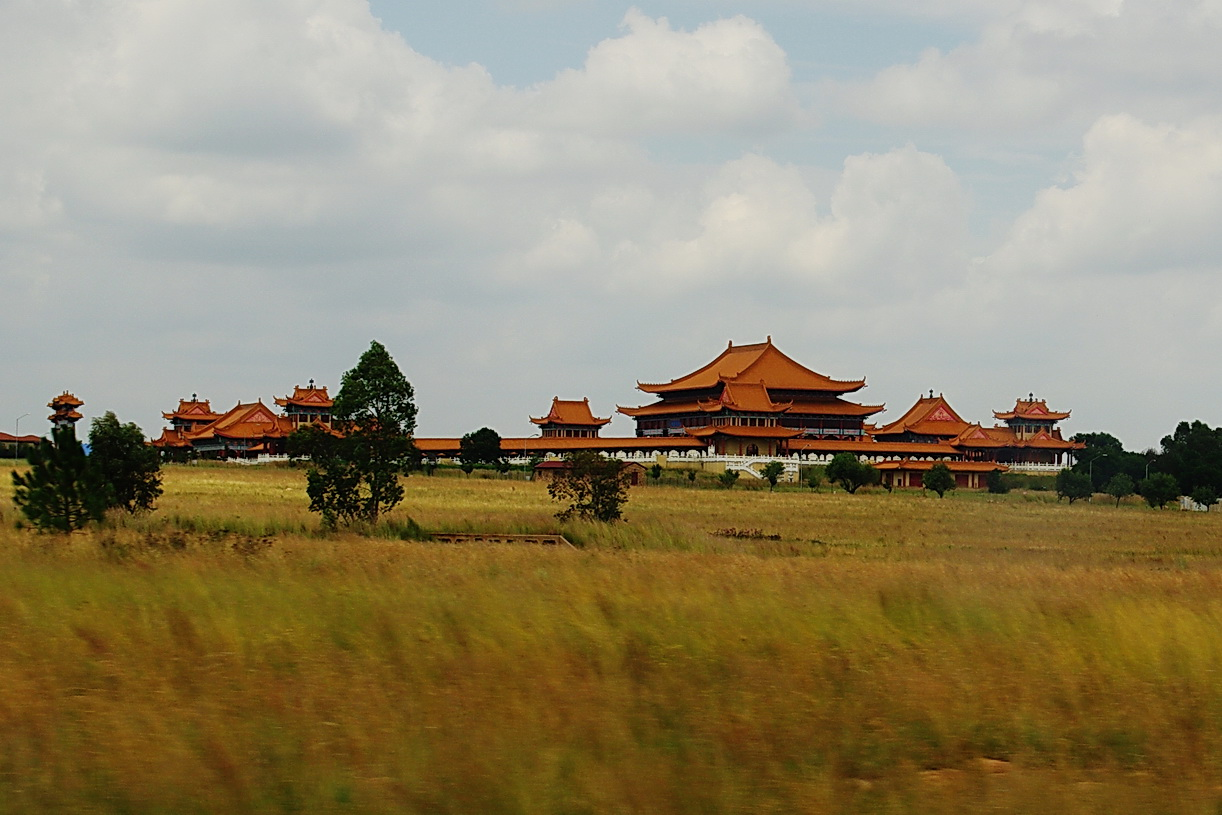
Le complexe du temple Nan Hua à Bronkhorstspruit

## Historique
Bronkhorstspruit fut fondée en 1858 par un groupe de Voortrekkers, sous le nom de  Kalkoenkransrivier mais fut rapidement désignés sous son nom actuel. Le 20 décembre 1880, Bronkhorstspruit fut le théâtre d'une embuscade menée par 250 Boers à l'encontre d'une colonne de près 300 soldats de l'armée britannique, qui occupait alors le Transvaal. 
Cet évènement qui marqua le début de la Première Guerre des Boers se solda par la mort ou la mise hors état de 156 soldats britanniques pour 2 boers tués et 5 autres blessés. 

## Administration
Commune agricole, Bronkhorstspruit (27 343 habitants) fait partie de 2000 à 2011 de la municipalité locale de Kungwini (107 320 habitants) au sein du district municipal de Metsweding (160 000 habitants) avant que celles-ci ne soient incorporées dans la municipalité métropolitaine de Tshwane. 